# NGC 5156
NGC 5156 est une vaste galaxie spirale barrée située dans la constellation du Centaure. Sa vitesse par rapport au fond diffus cosmologique est de 3 222 ± 17 km/s, ce qui correspond à une distance de Hubble de 47,5 ± 3,3 Mpc (∼155 millions d'al). NGC 5156 a été découverte par l'astronome britannique John Herschel en 1835.
Dans la  bande K infrarouge, NGC 5156 présente une barre centrale de  17 secondes d'arc dont l'ellipticité maximale est de 0,51. L'angle de position de celle-ci est de 108°. La classe de luminosité de NGC 5156 est II-III et elle présente une large raie HI.
À ce jour, deux mesures non basées sur le décalage vers le rouge (redshift) donnent une distance de 49,750 ± 14,496 Mpc (∼162 millions d'al), ce qui est à l'intérieur des valeurs de la distance de Hubble.

## Groupe de NGC 5156
Selon A.M. Garcia, NGC 5156 est la galaxie la plus brillante d'un groupe de galaxies qui porte son nom. Le groupe de NGC 5156 compte au moins neuf membres. Les autres galaxies du groupe sont NGC 5064, ESO 269-57, ESO 269-74, ESO 269-85, ESO 220-8, ESO 269-80, ESO 269-90 et ESO 269-74A (=PGC 46030).